# マーストリヒト

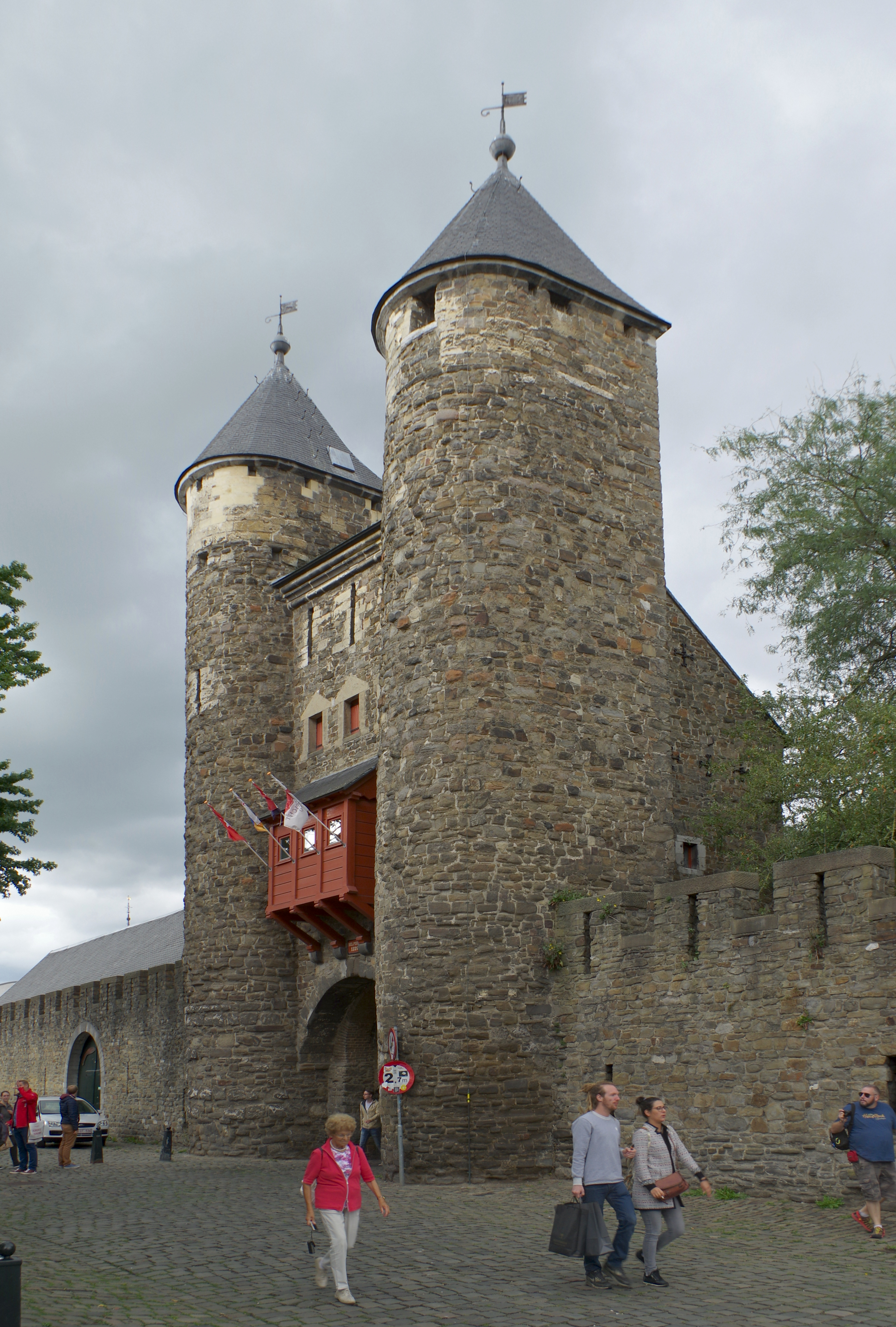
地獄の門

マーストリヒト（オランダ語: Maastricht [maːˈstrɪxt] ( 音声ファイル), リンブルフ語: Mestreech [məˈstʀeˑx]；メストレーヒ）は、オランダ南東端部、リンブルフ州の基礎自治体（ヘメーンテ）である。州都であり、マース川沿いの河港都市。
ドイツとベルギーの国境線にも近く、EU（ヨーロッパ連合）に関する条約であるマーストリヒト条約はこの基礎自治体で締結された。名前の由来は、ラテン語の「マース川の渡河地点」（Trajectum ad Mosam）であると言われている。
マーストリヒトはオランダで最も古い町であるといわれ、西暦98年にナイメーヘンがオランダで最初にローマ帝国から都市権を得るよりも500年前には、ケルト人が造った町が存在していた（なおマーストリヒトはローマ帝国から都市権を得ることは無かった）。

## 歴史
8000年から25000年前の旧石器時代の遺構が、市内の西部で発見されている。ローマ人が住みつく少なくとも500年前には、マース川が浅瀬になり対岸に容易に渡ることができる地点にケルト人が住んでいた。その後、ローマ帝国が現在のシント・セルファース橋の少し上流側に橋を架け、帝国内各地より低地ゲルマニアの州都ケルンに繋がる道を造った（この橋は13世紀に、シント・セルファース橋の位置に架け替えられている）。
8世紀には近隣のリエージュに司教区の地位を奪われ881年にはノルマン人に占領されたが、1204年にブラバント公国が領有権を奪還すると、この町に都市権を与えた。その後のブラバント公国とリエージュ司教領の二重支配は、1794年のバタヴィア革命によるフランスの傀儡政府による支配を受けるようになるまで続いた。
1204年に都市権を得た後、城壁の建造に取りかかった。1229年には最初の城壁が完成し、14世紀には二重の城壁を持つ強固な要塞都市となった。1579年にはスペイン王の命を受けたアレッサンドロ・ファルネーゼによる攻略により、マーストリヒトを含む南部10州はヘント講和条約に基づきスペインの統治を受けることになる。その後、フランスと結んだオラニエ公フレデリック・ヘンドリックが1632年に街を奪還したが、マーストリヒトはネーデルラント連邦共和国の一部となることはなかった。
1794年のバタヴィア革命の後、フランスの傀儡政権下でマーストリヒトは新たに作られたネーデルマース州の州都となった。この状態は1814年まで続いた。フランスによる支配が去り、1815年にはネーデルラント連合王国が建国されるとその一部となり、新たに作られたリンブルフ州の州都となった。1830年にベルギー独立革命が起こり、周辺の都市がベルギー側に帰属するようになっても、マーストリヒトはオランダ側に残ることを選択した。1831年に列強の合意により、リンブルフ州の東部がオランダに、残り全てがベルギーに帰属することが決定されたが一部でこの分割に反対する者が居たため、最終的に1839年のロンドン条約にて帰属が確定した。

## 市街地・観光
マーストリヒト市街地中心部はマース川西岸の旧市街、東岸のウィーク（Wyck）地区、ウイック地区の南のセラミック（Céramique）地区の3つの地区に分けられる。マーストリヒト駅はウィーク地区の東端にあり、旧市街中心の広場であるフライトホフ広場（Vrijthof）へはマース川に架かる聖セルファース橋を渡っておよそ1.1kmの距離がある。
- 旧市街の城壁
  - 13〜14世紀に構築された二重の城壁の一部が旧市街の南側などに残存している。城壁の周辺は公園となっている所もある。
- 地獄の門（Helpoort）
  - 1229年に構築されたかつての城門。その後、火薬庫や芸術家のアトリエとして使われていたこともあった。現在でも城壁を貫通する門として機能している。オランダに現存する最も古い城門でもある。

セラミック地区
- ソントル・セラミック図書館（Centre Céramique）

- ボンネファンテン博物館（Bonnefantenmuseum）
  - この地域の考古学資料、中世の絵画や現代芸術を展示している。旧市街から見てマース川の対岸にある、アルド・ロッシ設計の建物の中にある。

## 教育
1976年に創立されたマーストリヒト大学が旧市街中心部と、市街地南部のマーストリヒト・ランドウイク駅周辺の2箇所にキャンパスを持っている。生徒数は約11,500人である。また、南部高等専門学校のキャンパスの一部がマーストリヒトに置かれている。

## 交通
航空
マーストリヒト・アーヘン空港が近郊のベーク基礎自治体にある。空港への交通機関は、マーストリヒト駅より59系統バスで所要時間20分（運行間隔1時間に1本）。
道路
高速道路A2がオランダ各地へ、A79がドイツのアーヘン方面への主要経路となる。
鉄道
オランダ鉄道のマーストリヒト駅が、オランダの幹線鉄道路線網の最南端の主要駅となっている。主な路線の列車は次の通り。
ユトレヒト、アムステルダム中央駅経由アルクマール行きオランダ鉄道 インターシティ：1時間に2本
シッタルト行きアリーヴァ 各駅停車（Stoptrein）：1時間に2本
ヒールレン行きアリーヴァ 各駅停車（Stoptrein）：1時間に2本
ヒールレン経由アーヘン行きアリーヴァ 急行（Sneltrein; RE）：１時間に2本、うち1本はヒールレン止まり
ベルギーのリエージュ経由（土日休はリエージュ＝ギーマン止まり）ハッセルト行きベルギー国鉄ローカル列車：1時間に1本
他には、マーストリヒト・ラントウィーク駅（Maastricht Randwyck）とマーストリヒト北駅（Maastricht-Noord）もある。

## マーストリヒト出身の著名人
- ジャン・ピエール・ミンケラス - 科学者。石炭ガス灯の発明者
- ピーター・デバイ - 分子構造の研究への貢献でノーベル化学賞を受賞
- アンドレ・リュウ - 音楽家。バイオリニスト
- ピーター・ファン・デン・ホーヘンバンド - 水泳選手。オリンピック金メダリスト
- ユベール・スダーン - 指揮者。東京交響楽団音楽監督（2004年9月 - 2014年8月）

## 姉妹都市
- コブレンツ、ドイツ
- リエージュ、ベルギー
- エル・ラマ(El Rama)、ニカラグア